# 坪井俊樹
坪井 俊樹（つぼい としき、1986年7月7日 - ）は、兵庫県西脇市出身の元プロ野球選手（投手、左投左打）。
筑波大学出身で、2012年に現役を引退してから、大学院の人間総合科学研究科で修士（体育学）の学位を取得。2015年の修了後は、仙台大学で硬式野球部のコーチと体育学部の講師を務めている。

## 経歴

### プロ入り前
小学4年時から内野手として軟式野球を始めると、西脇市立西脇南中学校への在学中に所属していた軟式野球部では、内野手兼投手としてプレー。同校からの卒業後に進学した兵庫県立社高等学校では、2年時の夏までエースの座にあった。秋季大会の途中から調子を崩した影響で、1学年下の大前佑輔（卒業後にJR東日本でプレー）にエースの座を奪われてしまうが、翌年には背番号1で第76回選抜高等学校野球大会に出場。実際には大前がエース格で先発していたものの、勝負どころの救援登板で好投したことによって、甲子園大会初出場のチームをベスト4入りに導いた。
筑波大学への進学後は、硬式野球部と体育専門学群に所属。体育専門学群では、教職課程も履修していた。硬式野球部では、1年時の春から首都大学野球のリーグ戦に登板。エースとして臨んだ2年時の秋季リーグ戦では、8勝1敗、防御率1.29という好成績でMVPと最優秀投手のタイトルを獲得したほか、ベストナインにも選ばれた。さらに、チームがリーグ優勝を経て関東地区代表決定戦では初戦先発で敗れるもこの年採用されていた敗者復活戦から勝ち上がって第2代表決定戦で完投し、明治神宮大会にも出場した。同大会では第二球場で初戦先発するも敗退。在学中には、リーグ戦で通算68試合に登板。歴代4位の34勝（19敗）、防御率2.09、350奪三振という好成績を残すとともに、3年時以降も最優秀投手のタイトルを2度獲得。最後にこのタイトルを獲得した4年時の秋季リーグ戦では、初登板からの6連勝を含めて7勝1敗、防御率1.99を記録した。在学中の同級生に、岩手県立大船渡高校の硬式野球部監督として佐々木朗希などを指導した国保陽平がいる。
また、大学3年時（2007年）と4年時（2008年）には、大学日本代表にも選出。3年時には左手中指の爪の怪我で12月の強化合宿へ参加できず、合宿の前に開かれた首都大学野球の秋季リーグ戦でも1勝にとどまった。しかし、4年時には7月の世界大学野球選手権大会へ出場。主に中継ぎで起用されながら、チェコスロヴァキア代表との対戦に先発で5回を1被安打6奪三振1失点と好投するなど、チームの銀メダル獲得に貢献した。
2008年のNPBドラフト会議で、千葉ロッテマリーンズから4巡目で指名。契約金4,000万円、年俸1,000万（金額は推定）という条件で入団した。背番号は35で、国立の筑波大学出身者としては7人目のNPB選手に当たる。
ちなみに、ドラフト会議の前には、ロッテ以外にも阪神タイガースなど6球団から調査書が届いていた。本人は地元球団の阪神入りを熱望していて、阪神も会議の直前まで坪井を3巡目で指名することを決めていたが、結局は指名を見送っている。

### プロ入り後
2009年は、イースタン・リーグ公式戦で13試合に登板。3勝3敗、防御率5.64という成績に終わった。
2010年は、イースタン・リーグ公式戦15試合に登板。勝ち星こそ1勝（2敗）だったが、防御率は3.32と改善した。
2011年は、イースタン・リーグ公式戦で自己最多の30試合に登板。3勝3敗、防御率4.70という成績を残したものの、入団以来一軍公式戦での登板機会がないまま、10月9日に球団から戦力外通告を受けた。この年限りで現役を引退。12月2日付で、NPBから自由契約選手として公示された。

### 現役引退後
現役引退後の2013年4月から、出身校の筑波大学にある大学院人間総合科学研究科へ進学。プロ野球経験者による大学・高校野球の指導に必要な資格（学生野球資格）の回復に向けて、同年末に講習会を受講したところ、翌2014年3月6日付で日本学生野球協会から資格回復の適性を認定されたことによって、同協会に加盟する大学・高校の硬式野球部での指導が可能になった。このため、2014年度には筑波大学の硬式野球部でコーチを務めるかたわら、大学院生として体育学の修士号を取得した。
2015年1月に、仙台大学硬式野球部のコーチへ就任。就任後に指導した選手には、熊原健人や馬場皐輔など、4年時のNPBドラフト会議で自身の大学生時代より上位（3位以上）の指名を勝ち取った右投手がいる。現在は、体育学部の講師も兼務。
2023年4月、筑波大学大学院　博士後期課程に合格し、博士号取得に向け進学している。

## 選手としての特徴
筑波大学4年生の時点で身長185cm・体重70kgと細身ながら、最速144kmのストレートを軸に、落差の大きなカーブやチェンジアップなどの多彩な変化球が駆使。左腕が遅れて出てくる投球フォームが特徴で、大学時代の修正によって制球力とストレートの球速を伸ばしていた。

## 詳細情報

### 年度別投手成績
- 一軍公式戦出場なし

### 背番号
- 35 （2009年 - 2011年）